# Sommerau
Pour l’article homonyme, voir Sommerau (France).
Sommerau est une municipalité de la Verbandsgemeinde Ruwer, dans l'arrondissement de Trèves-Sarrebourg, en Rhénanie-Palatinat, dans l'ouest de l'Allemagne.